# Stripsenkopf
Il Stripsenkopf  è una montagna dei Monti del Kaiser nelle Alpi calcaree settentrionali. Appartiene alla catena dello Zahmer Kaiser ed è ricoperto di pini mughi fino alla sua cima di 1 807 m sul livello del mare .

## Geografia
Lo Stripsenkopf si erge direttamente a nord sopra lo Stripsenjoch , che separa la cima dal Wilder Kaiser. La sua posizione rende lo Stripsenkopf una montagna escursionistica molto popolare, con viste impressionanti sulle pareti rocciose del Karlspitzen e del Totenkirchl. Un'ampia cresta si estende a nord-est dallo Stripsenkopf fino al monte Feldberg (1 814 m), sopra il quale corre un sentiero frequentemente utilizzato per Griesenau. Sul versante occidentale, lo Stripsenkopf scende nella valle Kaisertal con pendii di pino mugo e foreste, e a sud-est, con fianchi scoscesi e canaloni, nella valle Kaiserbachtal.

## Alpinismo
Diversi percorsi segnalati conducono allo Stripsenkopf. La salita standard inizia alla Griesner Alm (1 000 m) e conduce, passando per lo Stripsenjochhaus (1 000 m) e una breve scala assicurata, alla vetta con il suo padiglione in legno in circa 2 ore e mezza. Il percorso da Kufstein , passando per l'Anton-Karg-Haus e l'Hans-Berger-Haus, fino allo Stripsenkopf è notevolmente più lungo e dura circa 5 ore. C'è anche un sentiero dalla valle Kohltal vicino a Schwendt che passa per il Tristecken, così come un percorso da Griesenau che passa per la Scheibenbühelalm e il vicino Feldberg fino allo Stripsenkopf.